# エルランド・フォン・コック
エルランド・フォン・コック（アーランド・フォン・コック、Erland von Koch、1910年4月26日 - 2009年1月31日）はスウェーデンの作曲家。
ストックホルム出身。父のシグルド（シーグド、Sigurd von Koch）も作曲家。1931年から1935年までストックホルム音楽大学で学び、合唱指揮者・オルガン奏者となった。1936年から1938年までフランスとドイツに留学し、作曲をポール・ヘファーに、指揮をクレメンス・クラウスに、ピアノをクラウディオ・アラウに師事した。1939年から1945年までカール・ヴォールファート音楽学校（Karl Wohlfarts musikskola）の教壇に立ち、その間ラジオ放送の音響技術者・合唱指揮者として活動した。1953年からストックホルム音楽大学の講師となり、1968年には教授となった。また1957年にはスウェーデン王立音楽アカデミーのメンバーとなった。作品には5つの交響曲、12のスカンジナビア舞曲、オペラ、5つのバレエなどがある。

## 文献
- Percy G. Leading Swedish Composers of the 20th Century. In: Swedish music – past and present, special edition of Musikrevy. STIM & Swedish Institute for Cultural Relations Abroad, Stockholm, 1966.